# Chiesetta di San Rocco (Manno)
La chiesetta-oratorio di San Rocco a Manno è un edificio di origine medievale.

## Storia
Nel 1597 fu aggiunto l'attuale coro rettangolare con volta a botte. Dopo modifiche del 1796 l'edificio è stato restaurato nel 1981.

## Descrizione

### Interno
L'altare in stucco del coro, posto tra due nicchie recanti le statute di San Rocco e San Sebastiano di Provino Porta (terzo quarto del secolo XVII) è ornato dalla pala della Vergine coi santi Rocco e Sebastiano, su cui è presente lo stemma della famiglia Antonini, del 1629. 
Nella parete sud della navata è presente un affresco della Vergine con san Francesco d'Assisi e sant'Antonio di Padova recante lo stemma della famiglia Porta (secolo XVII), e una Madonna col Bambino e san Giovanni Battista (fine del secolo XVI). Fanno parte dell'apparato iconografico anche un oli su tela seicenteschi con San Gerolamo, Santa Caterina d'Alessandria, Santa Teresa d'Avila e il profeta Giona nel ventre della balena.